# Liste des maires de San José (Californie)
Pour un article plus général, voir San José (Californie).
Le maire de San José est le principal responsable politique et dirigeant de la ville San José en Californie. Il est élu pour un mandat de quatre ans.
| Nom                      | Dates                               | Parti | Remarque |
| ------------------------ | ----------------------------------- | ----- | -------- |
| Josiah Belden            | 1850-1851                           |       |          |
| Thomas White (en)        | 1851-1854                           |       |          |
| O. H. Allen (en)         | 1854-1855                           |       |          |
| Sherman Otis Houghton    | 1855-1856                           |       |          |
| Lawrence Archer          | 1856                                |       |          |
| John M. Murphy           | 1856                                |       |          |
| George Givens            | 1856-1857                           |       |          |
| Ranson G. Moody          | 1857-1858                           |       |          |
| Peter O. Minor           | 1858-1859                           |       |          |
| Thomas Fallon            | 1859-1860                           |       |          |
| Richard B. Buckner       | 1860-1861                           |       |          |
| Joseph W. Johnson        | 1861-1863                           |       |          |
| John Alonzo Quinby       | 1863-1868                           |       |          |
| Mark Leavenworth         | 1868-1870                           |       |          |
| Adolph Pfister           | 1870-1873                           |       |          |
| Bernard D. Murphy        | 1873-1877                           |       |          |
| George B. McKee          | 1877-1878                           |       |          |
| Lawrence Archer          | 1878-1880                           |       |          |
| Bernard D. Murphy        | 1880-1882                           |       |          |
| Charles J. Martin        | 1882-1884                           |       |          |
| Campbell Thompson Settle | 1884-1886                           |       |          |
| Charles W. Breyfogle     | 1886-1887                           |       |          |
| Samuel Watson Boring     | 1887-1890                           |       |          |
| Samuel N. Rucker         | 1890-1894                           |       |          |
| Paul P. Austin           | 1894-1896                           |       |          |
| Valentine Koch           | 1896-1898                           |       |          |
| Charles J. Martin        | 1898-1902                           |       |          |
| George D. Worswick       | 1902-1906                           |       |          |
| Henry D. Mathews         | 1906-1908                           |       |          |
| Charles W. Davison       | 1908-1910                           |       |          |
| Thomas Monahan           | 1910-1914                           |       |          |
| Fred R. Husted           | 1914-1916                           |       |          |
| Elmer E. Chase           | 1916-1918                           |       |          |
| Charles M. O'Brian       | 1918-1920                           |       |          |
| Albert C. Jayet          | 1920-1922                           |       |          |
| M. E. Arnerich           | 1922-1924                           |       |          |
| Joseph T. Brooks         | 1924-1926                           |       |          |
| Dan W. Gray (en)         | 1926-1928                           |       |          |
| Fred Doerr               | 1928-1930                           |       |          |
| W. L. Biebrach           | 1930-1932                           |       |          |
| A. M. Meyer              | 1932-1934                           |       |          |
| Charles Bishop           | 1934-1936                           |       |          |
| Richard French           | 1936-1938                           |       |          |
| Clyde L. Fischer         | 1938-1940                           |       |          |
| Harry Young              | 1940-1944                           |       |          |
| Earl Campbell (en)       | 1944-1945                           |       |          |
| Ernest E. Renzel (en)    | 1945-1946                           |       |          |
| Albert J. Ruffo (en)     | 1946-1948                           |       |          |
| Fred Watson              | 1948-1950                           |       |          |
| Clark L. Bradley         | 1950-1952                           |       |          |
| Parker Hathaway          | 1952-1954                           |       |          |
| George Starbird (en)     | 1954-1956                           |       |          |
| Robert Doerr             | 1956-1958                           |       |          |
| Louis Solari             | 1958-1960                           |       |          |
| Paul Moore               | 1960-1962                           |       |          |
| Robert Welch             | 1962-1964                           |       |          |
| Joseph L. Pace           | 1964-1966                           |       |          |
| Ron James                | 1966-1970                           |       |          |
| Norman Mineta            | 1971-1974                           |       |          |
| Janet Gray Hayes (en)    | 1975-1982                           |       |          |
| Tom McEnery (en)         | 1983-1990                           |       |          |
| Susan Hammer (en)        | 1991-1998                           |       |          |
| Ron Gonzales (en)        | 1er janvier 1999 – 8 janvier 2007   |       |          |
| Chuck Reed               | 9 janvier 2007 - 31 décembre 2014   |       |          |
| Sam Liccardo             | 1er janvier 2015 - 31 décembre 2022 |       |          |
| Matt Mahan (en)          | depuis le 1er janvier 2023          |       |          |